# Sela pri Jugorju
Sela pri Jugorju este o localitate din comuna Metlika, Slovenia, cu o populație de 38 de locuitori.